# Giovanni Battista Cicala
Giovanni Battista Cicala (ur. 6 czerwca 1510 w Genui, zm. 8 kwietnia 1570 w Rzymie) – włoski kardynał.

## Życiorys
Urodził się 6 czerwca 1510 roku w Genui, jako syn Edoarda Cicaly. Po studiach został referendarzem Najwyższego Trybunału Sygnatury Apostolskiej i audytorem Kamery Apostolskiej. 5 grudnia 1543 roku został wybrany administratorem apostolskim Albengi, a szesnaście dni później przyjął sakrę. 20 listopada 1551 roku został kreowany kardynałem prezbiterem i otrzymał kościół tytularny San Clemente. W 1553 roku został legatem w Kampanii, a rok później zrezygnował z zarządzania diecezją. W latach 1554–1560 był administratorem Mariany, a w okresie 1565–1567 – Sagony. Zasiadał w komisji rozpatrującej kanonizację Dydaka z Alkali. 30 kwietnia 1568 roku został podniesiony do rangi kardynała biskupa i otrzymał diecezję suburbikarną Sabina. Zmarł 8 kwietnia 1570 roku w Rzymie.